# تشريح الأحياء

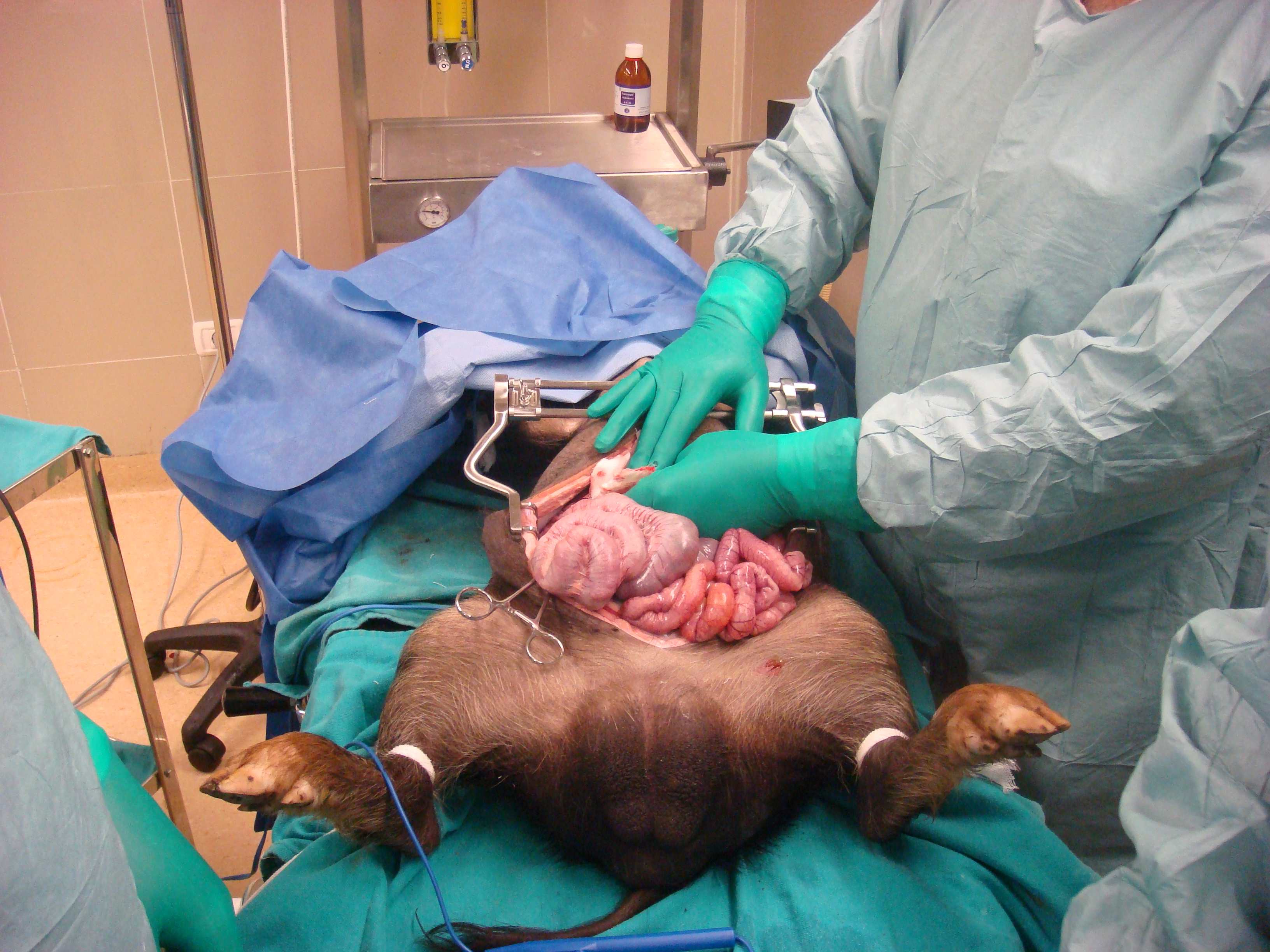
مخبر تشريح حيوانات.

تشريح الأحياء (بالإنجليزية: Vivisection) عملية جراحية تُجرى على الكائن الحي لأهداف تجريبية، وتُجرى عادةً على الحيوانات ذات الجهاز العصبي المركزي لاستعراض البنية الداخلية الحية. تُستخدم الكلمة على نطاق أوسع كمصطلح استهجان جامع للتجريب على الحيوانات الحية من قبل المنظمات المعارضة لإجراء التجارب على الحيوانات، ونادرًا ما يستخدم العلماء الممارسون هذا المصطلح. مورس تشريح الإنسان، مثل قطف الأعضاء الحية، كشكل من أشكال التعذيب.

## تشريح الحيوانات الحية
يخضع البحث الذي يتطلب تقنيات تشريح الأحياء والذي لا يمكن إنجازه من خلال وسائل أخرى لمراجعة أخلاقية خارجية من حيث الفكرة والتنفيذ، وتفرض العديد من السلطات القضائية استخدام التخدير كأمر إلزامي قانونيًا عند إجراء أي عملية جراحية من المحتمل أن تسبب الألم لأي حيوان فقاري.
في الولايات المتحدة، ينص قانون الرفق بالحيوان بوضوح على أن أي إجراء قد يسبب الألم يفرض استخدام «المهدئات والمسكنات والمخدرات»، مع استثناءات عند «الضرورة العلمية». لا يحدد القانون حالات «الضرورة العلمية» أو ينظم الإجراءات العلمية المحددة، ولكن تتحدد الموافقة أو الرفض بالنسبة للتقنيات الفردية في كل مختبر ممول اتحاديًا على أساس كل حالة على حدة من قبل اللجنة المؤسسية لرعاية الحيوان واستخدامه، والتي تشمل على الأقل طبيبًا بيطريًا وعالمًا وشخصًا غير عالم وشخصًا آخر من خارج الجامعة.
في المملكة المتحدة، يجب الحصول على ترخيص من وزير الداخلية لإجراء أي تجربة تتضمن تشريح الأحياء. ينص قانون الحيوانات (الإجراءات العلمية) لعام 1986 بوضوح على أنه عند منح ترخيص لمشروع تجريبي، «يجب على وزير الخارجية أن يوازن الآثار السلبية المحتملة على الحيوانات المعنية مقابل الفائدة التي يحتمل أن تنتج عن المشروع».
في أستراليا، تشترط قوانين الممارسة «أن تُجرى جميع التجارب بعد حصولها على الموافقة من قبل لجنة أخلاقيات التجارب على الحيوانات» التي تتضمن «شخصًا مهتمًا برعاية الحيوان لا يعمل لدى المؤسسة التي تجري التجربة، وشخصًا إضافيًا مستقلًا غير مشارك في التجارب على الحيوانات».
لعب معارضو تشريح الأحياء دورًا في ظهور حركات رعاية الحيوان وحقوق الحيوان، بحجة أن الحيوانات والبشر يتمتعون بالحقوق الطبيعية نفسها باعتبارهم كائنات حية، وأنه من غير الأخلاقي إلحاق الألم أو الأذى بكائن حي آخر، بغض النظر عن الغرض أو الفائدة المحتملة على البشرية.